# Slaget vid Rautus kyrka
Slaget vid Rautus kyrka var ett slag under Karl X Gustavs ryska krig mellan Sverige och Ryssland. Sverige vann.